# Julius Dein
Julius Dein (* 4. května 1994 Londýn) je britský youtuber, iluzionista a bavič. Jeho videa na internetu přesáhla hranici 1 miliardy zhlédnutí. Deinova internetová tvorba se zaměřuje na kouzelnické triky a vtipy.

## Kariéra
Dein studoval na Jewish Free School, kde poprvé vystupoval s magií ve škole a na nejrůznějších večírcích. Po této zkušenosti se Dein přestěhoval do King's College London a během vysokoškolských studií v zahraničí na Kalifornské univerzitě začal vystupovat na společenských akcích a započal tvorbu  prank videí a sociálními experimenty.
Deinovo první video, „How to Kiss a girl with a magic trick“ (česky Jak políbit dívku pomocí kouzelnického triku), zaznamenalo více než půl milionu zhlédnutí na Facebooku. Deinova internetová video tvorba se poté inspirovala návrhy jeho diváků. Dein byl hostem v rádiové talkshow.
Dein vystupoval na různých místech a společenských událostech v několika zemích, včetně Cambridge University Balls, na narozeninových oslavách Nelsona Mandely a Kelly Rowlandové, na akcích pořádaných skupinou One Direction, Russellem Brandem a Grahamem Nortonem.V roce 2015 vyšel článek v Jewish Chronicle, který ho nazval „Hollywood Magician“ (česky Hollywoodský kouzelník) kvůli jeho vystoupením na děních pořádaných rozličnými celebritami.
Dein byl prvním digitálním talentem, který podepsal ve Spojeném království smlouvu s americkou talentovou agenturou UTA v červnu roku 2017.

## Pohled veřejnosti
Deinova videa jsou veřejností často pozitivně přijímána jako „veselé“ a zpravodajské weby se na některé z nich zaměřily. Redaktor The Huffington Post Ryan Barrell popisuje jedno z Deinových prank videí jako „...tak jednoduché, ale tak vtipné.“ Ryan Barrell poznamenal, že Dein je „statečný muž“, který se snaží vytvořit žertovný obsah. 